# Steinkallenfels
Steinkallenfels, auch Stein-Kallenfels, ist die Ruine einer Höhenburg in Kallenfels, einem Ortsteil von Kirn im Landkreis Bad Kreuznach in Rheinland-Pfalz.

## Geschichte

Burg Stein, Postkarte um 1907

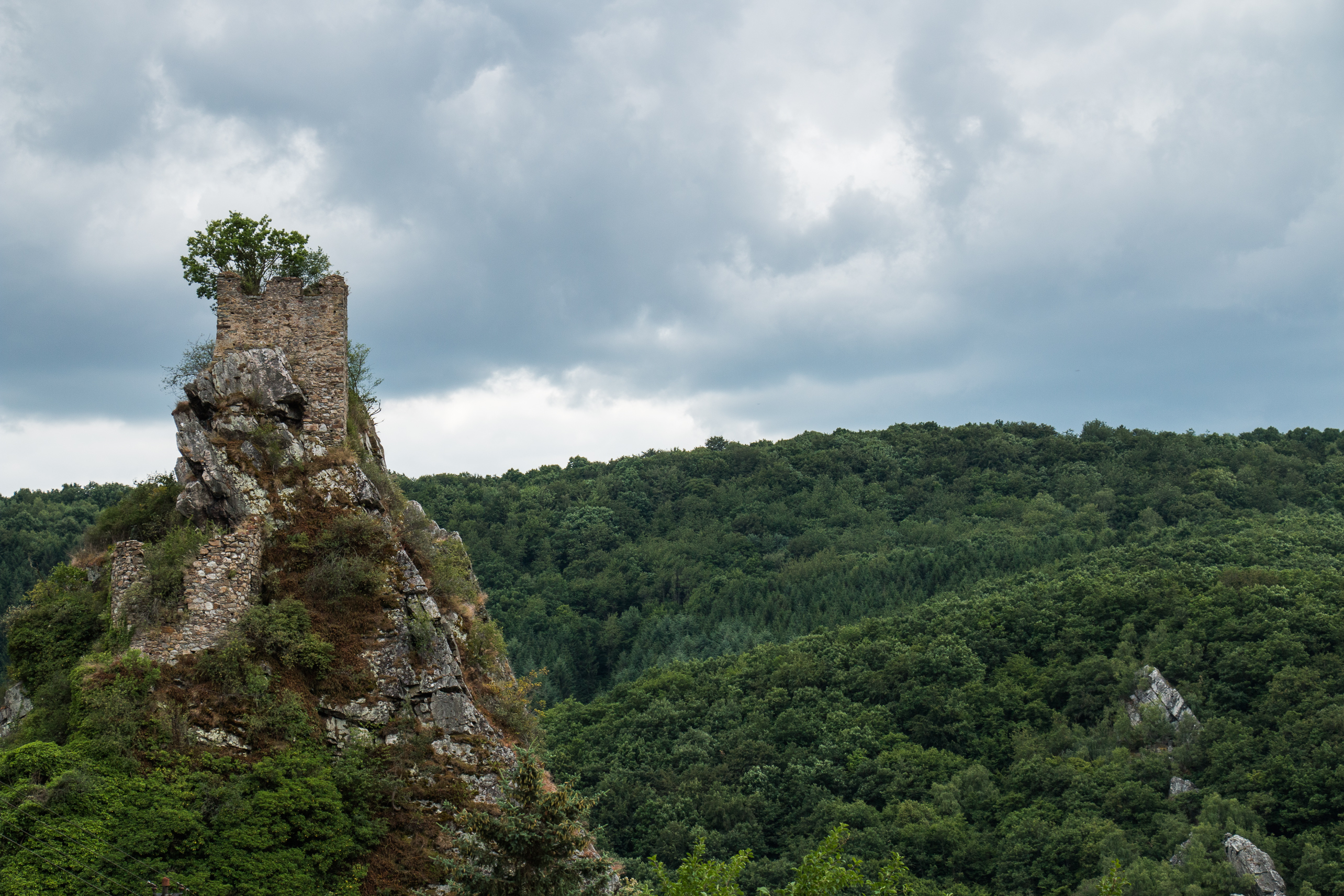
Der Bergfried der Burg Kallenfells

Die Burgruine Steinkallenfels wurde 1212 erstmals urkundlich erwähnt und war ursprünglich Reichslehen der Herren von Stein, später Herren von Steinkallenfels genannt (ausgestorben 1778). Bereits 1150 und 1158 wird ein Hugo von Stein erwähnt, der sich vielleicht nach der Burg nennt. Seit dem 14. Jahrhundert war sie Ganerbenburg. In einem Burgfriedensvertrag von 1371 werden 25 Mitbesitzer genannt, die Anteile an der Burg hatten, aber vermutlich nicht alle dort wohnten. 1523 wurde die Burg im Ritterkrieg erobert. 1615 wurde die Burg bereits als baufällig bezeichnet. Schließlich wurde sie 1682/84 von den Franzosen gesprengt und ist seither Ruine.

## Anlage
Die Burg nutzt das spektakuläre natürliche Felsriff, zu dem auch die Oberhauser Felsen (sog. „Kirner Dolomiten“) gehören, das sich quer über das Hahnenbachtal legt. Eigentlich besteht sie aus drei Burganlagen auf separaten Felsen: Auf dem untersten Felsen die bereits im 16. Jahrhundert verfallene Burg Stock im Hane ohne nennenswerte Mauerreste, dann der Kallenfels mit quadratischem Bergfried auf unzugänglichem Felsen und an höchster Stelle als umfangreichste Anlage Burg Stein mit Halsgraben, Torturm, Bastionen, Schildmauer und fünfeckigem, gegen die Angriffsseite gerichteten Bergfried. Die drei Burgen waren durch Zwingermauern, von denen sich nur wenige Reste erhalten haben, untereinander verbunden. Die Anlage befindet sich heute in Privatbesitz und ist bis auf den unteren Felsen unzugänglich, die Ruinen sind jedoch von der Straße aus gut zu sehen.

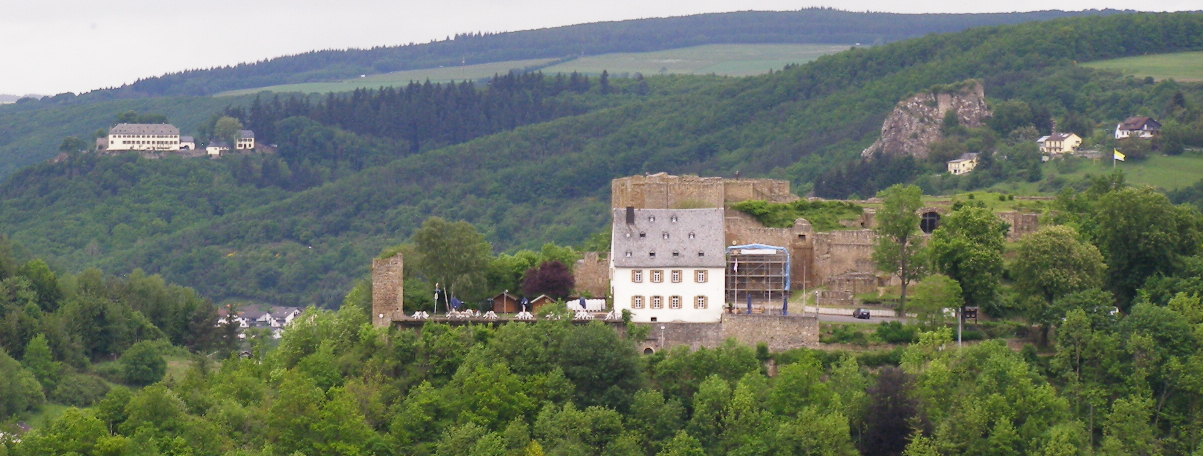
Kyrburg über Kirn, Stein-Kallenfels und Schloss Wartenstein im Hintergrund